# Hans Löhrl
Hans Löhrl (Stuttgart, 25 de mayo de 1911-Egenhausen, 26 de junio de 2001) fue un etólogo y ornitólogo alemán.

## Biografía

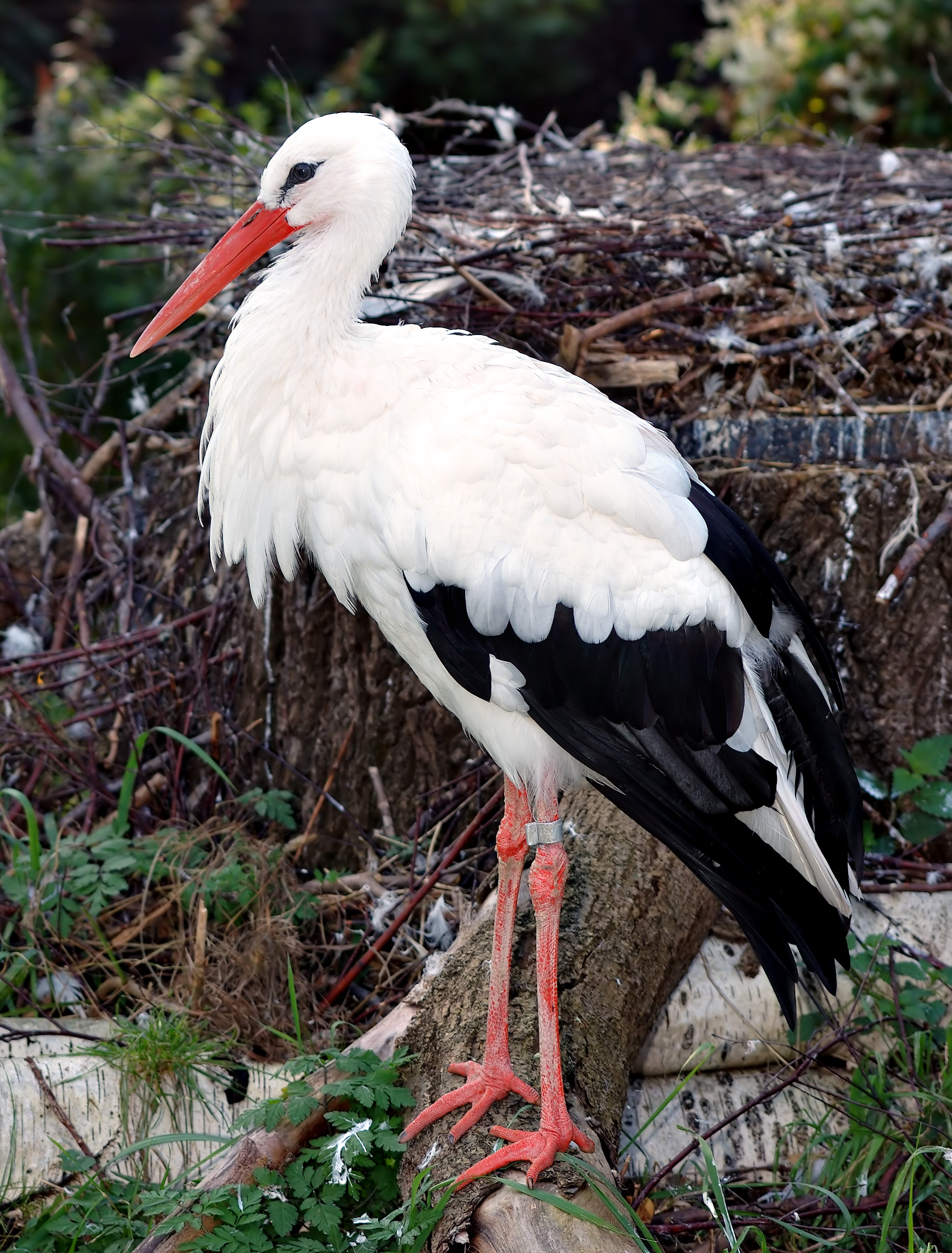
Uno de los principales estudios de Löhrl estuvo enfocado en las cigüeñas.

Estudió biología y geología en la Universidad de Tubinga.Después de obtener su doctorado en la Universidad de Múnich con la tesis Ökologische und physiologische Studien an einheimischen Muriden und Soriciden (Estudios ecológicos y fisiológicos en múridos y sorícidos autóctonos) fue voluntario en la Asociación Ornitológica de Rybachi y en la estación ornitológica al sur de Alemania en Mettnau, cerca de Radolfzell am Bodensee.En la década de 1930, contribuyó en el estudio de las diversas tendencias de la avifauna, fue pionero en la investigación sobre la distribución del mosquitero papialbo, la población de cigüeña blanca y las migraciones de la garza real. Su interés particular fue el estudio y la observación de los sítidos, diferentes especies de páridos, la golondrina, los papamoscas, el papamoscas collarino y el cuco.
De 1957 a 1962 dirigió la estación ornitológica estatal de Baden-Wurtemberg en Luisburgo, y de 1962 a 1976 la estación ornitológica Radolfzell del Instituto Max Planck de Fisiología del Comportamiento.De 1971 a 1979 fue vicepresidente de la Sociedad de Ornitólogos Alemanes (Deutsche Ornithologen-Gesellschaft e.V., DO-G).Desde 1981 fue miembro de honor de la mencionada sociedad y desde 1989 también la Unión de Ornitólogos Americanos (American Ornithologists' Union, AOU).

## Obras
El trabajo científico incluye 11 libros, 296 artículos científicos y 111 obras de divulgación científica.
- Der Kleiber (=Die neue Brehm-Bücherei 196). Ziemsen, Wittenberg Lutherstadt 1957; ab der 2. Auflage als Die Kleiber Europas. Ziemsen, Wittenberg Lutherstadt 1967; 3. Auflage, Westarp, Hohenwarsleben 2005, ISBN 3-89432-644-1
- Tiere und wir. Ullstein, Berlin Frankfurt am Main Wien 1968
- So hilft man den Vögeln. Franckh, Stuttgart 1969; 2. Auflage, Franckh, Stuttgart 1971, ISBN 3-440-03614-4
- Nisthölen, Kunstnester und ihre Bewohner. DBV-Verlag, Stuttgart 1973, ISBN 3-920220-03-X
- Die Tannemeise (=Die neue Brehm-Bücherei 472). Ziemsen, Wittenberg Lutherstadt 1974; 3. Auflage, Westarp, Hohenwarsleben 2004, ISBN 3-89432-824-X
- Der Mauerläufer (=Die neue Brehm-Bücherei 498). Ziemsen, Wittenberg Lutherstadt 1976; 2. Auflage, Westarp, Hohenwarsleben 2004, ISBN 3-89432-837-1
- Die Rauchschwalbe (=DBV-Vogelkunde-Bücherei, Band 1). DBV-Verlag, Melsungen 1979, ISBN 3-920220-10-2
- Vögel am Futterplatz. Vogelverhalten im Winter beobachtet. Franckh, Stuttgart 1981, ISBN 3-44005-018-1; 3. Auflage, Franckh, Stuttgart 1988, ISBN 3-440-05841-7
- Vögel in ihrer Welt. Franckh, Stuttgart 1984, ISBN 3-440-05313-X
- Etho-ökologische Untersuchungen an verschiedenen Kleiberarten (Sittidae) (=Bonner zoologische Monographien, Nr. 26). Zoologisches Forschungsinstitut und Museum Alexander Koenig, Bonn 1988, ISBN 3-925382-26-7
- Die Haubenmeise (=Die neue Brehm-Bücherei 609). Ziemsen, Wittenberg Lutherstadt 1991, ISBN 3-7403-0251-8